# Gouvernement Aguirre II
 Communauté de Madrid
Aguirre I Aguirre III
Le gouvernement Aguirre II est le gouvernement de la communauté de Madrid entre le 21 juin 2007 et le 17 juin 2011, durant la VIIIe législature de l'Assemblée de Madrid. Il est présidé par Esperanza Aguirre.

## Composition

### Initiale
| Fonction                                                                       | Titulaire | Titulaire                             | Parti |
| ------------------------------------------------------------------------------ | --------- | ------------------------------------- | ----- |
| Présidente                                                                     |           | Esperanza Aguirre y Gil de Biedma     | PPCM  |
| Premier vice-président, porte-parole                                           |           | Ignacio González González             | PPCM  |
| Second vice-président Conseiller à la Justice et aux Administrations publiques |           | Alfredo Prada Presa                   | PPCM  |
| Conseiller à la Présidence et à l'Intérieur                                    |           | Francisco Granados Lerena             | PPCM  |
| Conseillère aux Finances                                                       |           | Engracia Hidalgo Tena                 | PPCM  |
| Conseiller à l'Économie et à la Consommation                                   |           | Fernando Merry del Val Díez de Rivera | PPCM  |
| Conseiller aux Transports et aux Infrastructures                               |           | Manuel Lamela Fernández               | PPCM  |
| Conseillère à l'Éducation                                                      |           | Lucía Figar de Lacalle                | PPCM  |
| Conseillère à l'Environnement et à l'Aménagement du territoire                 |           | Beatriz María Elorriaga Pisarik       | PPCM  |
| Conseiller à la Santé                                                          |           | Juan José Güemes Barrios              | PPCM  |
| Conseiller à la Culture et au Tourisme                                         |           | Santiago Fisas Ayxelá                 | PPCM  |
| Conseillère à la Famille et aux Affaires sociales                              |           | María Gádor Ongil Cores               | PPCM  |
| Conseillère à l'Emploi et aux Femmes                                           |           | María Paloma Adrados Gautier          | PPCM  |
| Conseiller à l'Immigration et à la Coopération                                 |           | Javier Fernández-Lasquetty y Blanc    | PPCM  |
| Conseiller aux Sports                                                          |           | Alberto López Viejo                   | PPCM  |
| Conseillère au Logement                                                        |           | Ana Isabel Mariño Ortega              | PPCM  |

### Remaniement du25 juin 2008
- Les nouveaux conseillers sont indiqués en gras, ceux ayant changé d'attributions en italique.

| Fonction                                                                    | Titulaire | Titulaire                          | Parti |
| --------------------------------------------------------------------------- | --------- | ---------------------------------- | ----- |
| Présidente                                                                  |           | Esperanza Aguirre y Gil de Biedma  | PPCM  |
| Vice-président, porte-parole                                                |           | Ignacio González González          | PPCM  |
| Conseiller à la Présidence, à la Justice et à l'Intérieur                   |           | Francisco Granados Lerena          | PPCM  |
| Conseiller à l'Économie et aux Finances                                     |           | Antonio Germán Beteta Barreda      | PPCM  |
| Conseiller aux Transports et aux Infrastructures                            |           | José Ignacio Echeverría Echániz    | PPCM  |
| Conseillère à l'Éducation                                                   |           | Lucía Figar de Lacalle             | PPCM  |
| Conseillère à l'Environnement, au Logement et à l'Aménagement du territoire |           | Ana Isabel Mariño Ortega           | PPCM  |
| Conseiller à la Santé                                                       |           | Juan José Güemes Barrios           | PPCM  |
| Conseiller à la Culture et au Tourisme                                      |           | Santiago Fisas Ayxelá              | PPCM  |
| Conseillère à la Famille et aux Affaires sociales                           |           | Engracia Hidalgo Tena              | PPCM  |
| Conseillère à l'Emploi et aux Femmes                                        |           | María Paloma Adrados Gautier       | PPCM  |
| Conseiller à l'Immigration et à la Coopération                              |           | Javier Fernández-Lasquetty y Blanc | PPCM  |
| Conseiller aux Sports                                                       |           | Alberto López Viejo                | PPCM  |

### Ajustement du13 février 2009
- Les nouveaux conseillers sont indiqués en gras, ceux ayant changé d'attributions en italique.

| Fonction | Titulaire | Titulaire                          | Parti |
| --- | --------- | ---------------------------------- | ----- |
| Présidente                                                                                                  |           | Esperanza Aguirre y Gil de Biedma  | PPCM  |
| Vice-président, porte-parole Vice-président, conseiller à la Culture et au Sport, porte-parole (01/05/2009) |           | Ignacio González González          | PPCM  |
| Conseiller à la Présidence, à la Justice et à l'Intérieur                                                   |           | Francisco Granados Lerena          | PPCM  |
| Conseiller à l'Économie et aux Finances                                                                     |           | Antonio Germán Beteta Barreda      | PPCM  |
| Conseiller aux Transports et aux Infrastructures                                                            |           | José Ignacio Echeverría Echániz    | PPCM  |
| Conseillère à l'Éducation                                                                                   |           | Lucía Figar de Lacalle             | PPCM  |
| Conseillère à l'Environnement, au Logement et à l'Aménagement du territoire                                 |           | Ana Isabel Mariño Ortega           | PPCM  |
| Conseiller à la Santé                                                                                       |           | Juan José Güemes Barrios           | PPCM  |
| Conseiller à la Culture, au Sport et au Tourisme                                                            |           | Santiago Fisas Ayxelá              | PPCM  |
| Conseillère à la Famille et aux Affaires sociales                                                           |           | Engracia Hidalgo Tena              | PPCM  |
| Conseillère à l'Emploi et aux Femmes                                                                        |           | María Paloma Adrados Gautier       | PPCM  |
| Conseiller à l'Immigration et à la Coopération                                                              |           | Javier Fernández-Lasquetty y Blanc | PPCM  |

### Remaniement du18 mars 2010
- Les nouveaux conseillers sont indiqués en gras, ceux ayant changé d'attributions en italique.

| Fonction                                                                    | Titulaire | Titulaire                          | Parti |
| --------------------------------------------------------------------------- | --------- | ---------------------------------- | ----- |
| Présidente                                                                  |           | Esperanza Aguirre y Gil de Biedma  | PPCM  |
| Vice-président, porte-parole Conseiller à la Culture et au Sport            |           | Ignacio González González          | PPCM  |
| Conseiller à la Présidence, à la Justice et à l'Intérieur                   |           | Francisco Granados Lerena          | PPCM  |
| Conseiller à l'Économie et aux Finances                                     |           | Antonio Germán Beteta Barreda      | PPCM  |
| Conseiller aux Transports et aux Infrastructures                            |           | José Ignacio Echeverría Echániz    | PPCM  |
| Conseillère à l'Éducation                                                   |           | Lucía Figar de Lacalle             | PPCM  |
| Conseillère à l'Environnement, au Logement et à l'Aménagement du territoire |           | Ana Isabel Mariño Ortega           | PPCM  |
| Conseiller à la Santé                                                       |           | Javier Fernández-Lasquetty y Blanc | PPCM  |
| Conseillère à la Famille et aux Affaires sociales                           |           | Engracia Hidalgo Tena              | PPCM  |
| Conseillère à l'Emploi, aux Femmes et à l'Immigration                       |           | María Paloma Adrados Gautier       | PPCM  |